# 1466년

## 연호
- 명(明) 성화(成化) 2년
- 일본(日本) 간쇼(寛正) 7년 / 분쇼(文正) 원년
- 후 레 왕조(後黎朝) 꽝투언(光順) 7년

## 기년
- 명(明) 헌종 성화제(憲宗 成化帝) 2년
- 조선(朝鮮) 세조(世祖) 12년
- 후 레 왕조(後黎朝) 성종(聖宗) 7년

## 사건
- 직전법 실시.
- 면리통제 실시.[1]

## 탄생
- 2월 11일 - 헨리 7세의 왕비, 헨리 8세의 모후 잉글랜드 왕녀 요크의 엘리자베스. (~1503년)
- 3월 8일 - 조선의 왕족. 예종의 차남 이현. (~1525년)
- 9월 9일 - 일본의 무로마치 막부 제10대 쇼군 아시카가 요시타네. (~1523년)
- 10월 15일 - 조선의 무신 이지방. (~1537년)

## 사망
- 조선 전기의 문신 박중손. (1412년~ )